# František Malina
Šikovatel pilot František Malina (německy Franz Malina, 23. října 1890 Hrabová u Moravské Ostravy – 26. srpna 1914 Šolkevka) byl český voják, vojenský pilot c. k. Rakousko-uherského letectva během první světové války. 26. srpna 1914 zahynul při plnění bojové mise i s pozorovatelem Friedrichem von Rosenthalem při útoku ruského stroje pilotovaného Petrem Nikolajevičem Nestěrovem, který se Malinův stroj pokusil zneškodnit vzdušným taranem, tedy koordinovanou kolizí. Během manévru se však oba letouny srazily, zřítily a všichni letci zemřeli. Stal se tak jednou z prvních obětí vzdušného bojiště první světové války a také obětí vůbec prvního vzdušného taranu v dějinách letectví.

## Životopis

### Mládí
Narodil se v Hrabové nedaleko Moravské Ostravy v rodině podruha Ludvíka Maliny a jeho manželky Marie, rozené Tománkové, původem z Telče.

### Válka

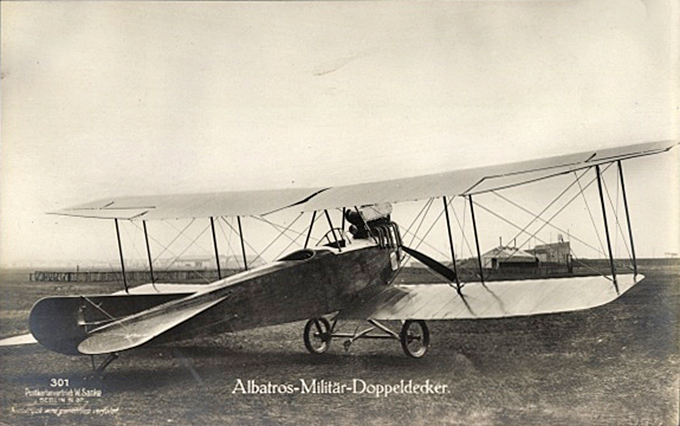
Albatros B.I

Dne 28. července 1914, když Rakousko-Uhersko vyhlásilo válku Srbsku. Následně byl odveden do rakousko-uherské armády, následně pak absolvoval pilotní kurz v rakouském Fischamendu. července získal rakouský pilotní průkaz č. 165 a byl zařazen do c. k. letectva jako průzkumný a bojový pilot v hodnosti četaře. Zařazen byl k jednotce Flik 11 nasazené na východní frontě v Haliči na ukrajinském území Ruského impéria. Na strojích Aviatik B.II prováděla jednotka průzkumné a bombardovací lety.

### Vzdušný taran
Dne 26. srpna 1914 vzlétla z letiště Zólkiew trojice dvoumístných letadel, nejspíše strojů Albatros B. I, pod velením nadporučíka barona Friedricha von Rosenthala na palubě Malinova letounu, k bombardovacímu útoku na letiště carského letectva poblíž vsi Šolkevka. Po jejich zpozorování vzlétl z letiště jednoplošný ruský letoun francouzské výrobu Morane Saulnier G pilotovaný Petrem Nikolajevičem Nestěrovem. Ten byl již před válkou zkušeným akrobatickým letcem. Jelikož tehdejší letecké technologie pro vybavení letadel palnými zbraněmi, které by dovolovaly pilotovi zamířit a zároveň nepoškodit vlastní letadlo, umístění kulometu či pušky prozatím téměř neumožňoval, rozhodl se Nestěrov k odvážnému manévru, tzv. taranu, tedy nárazu stroje do druhého tak, aby byl napadený zničen, tak jako se po staletí užívá v námořním boji.
Ve 12:05 se Nestěrovův Morane Saulnier dostal na dosah formaci tří dvojplošníků vedené Malinou. Nestěrov ihned zahájil přímý taranovací útok z výšky na vedoucí stroj formace, pravděpodobně s ambicí poškodit vyčnívajícími koly podvozku horní křídlo rakouského letadla. Manévr však způsobil vzájemnou kolizi strojů a jejich střemhlavé zřícení do okolí vsi. Vedle Nestěrova a Maliny zahynul také nadporučík von Rosenthal. Jejich ostatky byly pohřbeny ruskými vojáky.
Malina byl poté rakouským velením povýšen do hodnosti šikovatele in memoriam.

## Význam
František Malina se spolu s Rosenthalem a Nestěrovem stali nejen prvními oběťmi pokusu o vzdušný taran, ale také vůbec jedněmi z prvních obětí přímého leteckého boje dvou strojů ve vzduchu. Tento letecký souboj vstoupil rovněž do dobového povědomí, kdy byl připomínán v tisku, ale také prostřednictvím různých interpretačních kreseb události či pohlednic. Následující téměř rok probíhaly letecké souboje prostřednictvím taranů, spíše však prostřednictvím střelby z kokpitu ručními zbraněmi, mj. kulomety umístěnými v zadním pozorovatelském kokpitu. Průlom pak přinesl vynález konstruktéra Fokkera, synchronizátor střelby, rozšířený díky použití na stíhacích strojích Fokker E.III, který až do jeho převzetí spojeneckými letectvy znamenal pro letecké síly Trojspolku značnou vzdušnou převahu.
Malina byl také první obětí letecké války české národnosti.